# A Mulher Absoluta
Pat and Mike (prt/bra: A Mulher Absoluta)) é um filme estadunidense de 1952, do gênero comédia romântica, realizado por George Cukor.
O filme foi produzido e distribuído por Metro-Goldwyn-Mayer, a trilha sonora é de David Raksin, a fotografia de William H. Daniels, a direção de arte de Cedric Gibbons e Urie McCleary, o figurino de Hugh Hunt e Edwin B. Willis e a edição de George Boemler.
Foi o último filme do ator do cinema mudo Crauford Kent, que atuou em mais de 200 filmes entre 1914 e 1952. O ator morreria no ano seguinte.[carece de fontes?]

## Sinopse
Uma treinadora da faculdade, Patricia "Pat" Pemberton, participa de vários torneios em diferentes modalidades. O seu desempenho é bom, excepto quando é vista pelo seu noivo, Collier Weld, o responsável da faculdade que a adora. Ao participar num torneio de golfe, Pat conhece Mike Conovan, um empresário de desporto que acredita que pode ganhar dinheiro com ela. 
Mike pede a Pat para que "entregue" o jogo. Ela acaba por rejeitar a proposta, mas isto não impede que ele fique fascinando por ela. Após reflexão, Pat vai à procura de Mike. No início não há química entre os dois e o objectivo dele é torná-la uma tenista profissional. Tudo corre bem e ela ganha algum dinheiro extra, até que Collier entra em cena. Nervosa com a presença dele, Pat tem um fraco desempenho. A situação fica delicada quando Collier vê Mike e Pat numa aparente comprometedora situação, embora ela esteja inocente.

## Elenco
- Spencer Tracy .... Mike Conovan
- Katharine Hepburn .... Patricia "Pat" Pemberton
- Aldo Ray .... Davie Hucko
- William Ching .... Collier Weld
- Sammy White .... Barney Grau
- George Matthews .... Sylvester "Spec" Cauley
- Loring Smith .... sr. E.H. Beminger
- Phyllis Povah .... sra. E.H. Beminger
- Charles Bronson .... Henry "Hank" Tasling
- Frank Richards .... Sam Garsell
- Jim Backus .... Charles Barry
- Joseph E. Bernard .... Gibby
- Owen McGiveney .... Harry MacWade
- Chuck Connors .... capitão de polícia

## Principais prêmios e nomeações
- Recebeu uma nomeação ao Oscar de melhor roteiro original.
- Recebeu duas nomeações ao Globo de Ouro, nas categorias de melhor atriz - comédia/musical (Katharine Hepburn) e melhor revelação masculina (Aldo Ray).
- Recebeu uma indicação ao BAFTA na categoria de melhor atriz estrangeira (Katharine Hepburn).